# Born Under a Bad Sign (Lied)
Born Under a Bad Sign (geboren unter einem schlechten Stern) ist ein Bluessong, der 1967 von Albert King aufgenommen und veröffentlicht wurde. Bekannt wurde auch die Coverversion von Cream aus dem Jahr 1968.

## Geschichte
William Bell (Text) und Booker T. Jones (Musik) schrieben Born Under a Bad Sign für den Bluesgitarristen Albert King; alle drei waren zu dieser Zeit bei Stax Records unter Vertrag. Im Text des Songs geht es um Pech und Ärger (hard luck and trouble) des Erzählers; er schreibt dies seinem „schlechten Stern“ zu, unter dem er geboren wurde. Astrologie war in der Hippiekultur der 1960er Jahre ein beliebtes Thema. Ein ähnliches Thema hatte bereits der Song „Bad Luck Blues“ von Lightnin’ Slim aus dem Jahr 1954.
Albert King (Gitarre, Gesang) wurde bei der Aufnahme von Booker T. & the M.G.’s und den Memphis Horns begleitet. Booker T. Jones hatte auch das Arrangement besorgt. Die Single erreichte Platz 49 der Billboard R&B Charts. Später erschien der Song dann auf Kings erstem Stax-Album Born Under a Bad Sign; das Albumcover zierten verschiedene Zeichen für Pech und Unglück, etwa eine schwarze Katze, ein Kalenderblatt für Freitag, den 13. oder ein Totenschädel.
Der Song erschien in der Folge auf zahlreichen Kompilationen. King nahm 1978 eine neue Version von Born Under a Bad Sign für sein Album New Orleans Heat auf; Produzent war Allen Toussaint. Live-Versionen mit Albert King sind zu hören auf den Alben Wednesday Night in San Francisco (aufgenommen 1968, veröffentlicht 1990), Chicago 1978 (veröffentlicht 1994), In Session (Albert King und Stevie Ray Vaughan) (aufgenommen 1983, veröffentlicht 1999), The Godfather of the Blues: His Last European Tour 1992 (DVD, veröffentlicht 2001) und Talkin’ Blues (veröffentlicht 2003).

## Auszeichnungen
Albert Kings Born Under a Bad Sign gilt als Bluesstandard. 1988 wurde der Song in die Blues Hall of Fame der Blues Foundation aufgenommen. Die Rock and Roll Hall of Fame listete den Song 1995 unter den „500 Songs That Shaped Rock and Roll“.

## Die Version von Cream
Die britische Rockband Cream nahm Born Under a Bad Sign für ihr drittes Album Wheels of Fire (1968) auf. Die Aufnahme folgt Kings Vorgabe mit einem längeren Gitarrensolo von Eric Clapton und kleineren Textanpassungen. Eine Live-Version ist auf dem Album BBC Sessions zu hören, das Aufnahmen aus dem Zeitraum 1966 bis 1968 enthält und 2003 veröffentlicht wurde. Auch bei ihren Reunion-Konzerten 2005 spielte die Gruppe Born Under a Bad Sign, zu hören auf dem Album Royal Albert Hall London May 2-3-5-6, 2005.

## Weitere Coverversionen (Auswahl)
(Quelle: SecondHandSongs)
- The Butterfield Blues Band (1968)
- William Bell (1969)
- Big Mama Thornton (1969)
- Magic Slim (1977)
- Peter Green (1980)
- Klaus Doldinger’s Passport (1991)
- Koko Taylor mit Buddy Guy (1993)
- Etta James (1998)
- Blue Cheer (2007)
- Joe Bonamassa (2016)